# Goldberg Rafael
Goldberg Rafael (Pápa, 1841. július 1. – Budapest, 1900. június 22.) bölcseleti doktor és rabbi.

## Élete
Goldberg Salamon József fia. A gimnáziumot Pápán, és a három évi egyetemi tanfolyamot Boroszlóban végezte, ahol 1869-ben rabbi vizsgát tett. Ezt követően a budai izraelita hitközség rabbijának választotta. 1871-től a budapesti II. kerületi állami reáliskolában izraelita vallástanár is volt. Halálát vesegyulladás okozta.
A Farkasréti izraelita temetőben helyezték végső nyugalomra.

## Családja
Felesége Semler Amália (1850–1921) volt, akit 1871. július 25-én Budán vett nőül.
Gyermekei
- Goldberg Helén, Ilona (1872–1956). Férje Epstein Manó (1865–1944) orvos.
- Goldberg Berta (1876–?). Férje Lamberg Adolf (1870–?) gyáros.
- Goldberg Géza (1878–1901) jogszigorló
- Goldberg Eugénia (1880–?)

## Művei
- 1. A zsidó nép és irodalom története a babyloni fogságtól kezdve a mai napig. Tanítóképezdék és középtanodák számára. Budapest, 1877. (Ism. Néptanítók Lapja. 2. javított és bővített kiadás 1883. 3. javított és bővített kiadás, 1893. Budapest).
- 2. A Talmud. Felolvasás. Tartotta a budai körben. Budapest, 1883.